# Imam Jatayev
Imam Abdulayevich Jatayev –en ruso, Имам Абдулаевич Хатаев– (Kulary, 31 de agosto de 1994) es un deportista ruso que compite en boxeo.
Participó en los Juegos Olímpicos de Tokio 2020, obteniendo una medalla de bronce en el peso semipesado. Ganó una medalla de bronce en el Campeonato Mundial de Boxeo Aficionado de 2023, en el mismo peso.

## Palmarés internacional
| Juegos Olímpicos   | Juegos Olímpicos     | Juegos Olímpicos  | Juegos Olímpicos |
| Año                | Lugar                | Medalla           | Categoría        |
| ------------------ | -------------------- | ----------------- | ---------------- |
| 2020               | Tokio (Japón)        | Medalla de bronce | 81 kg            |
| Campeonato Mundial |                      |                   |                  |
| Año                | Lugar                | Medalla           | Categoría        |
| 2023               | Taskent (Uzbekistán) | Medalla de bronce | 80 kg            |